# Uapaca pynaertii
Espèce
Statut de conservation UICN

 LC  : Préoccupation mineure
Uapaca pynaertii est une espèce d'arbre de la famille des Phyllanthaceae.

## Répartition
Ce taxon se rencontre dans les pays suivants : Cameroun, Côte d'Ivoire, Gabon, Ghana, Guinée, Liberia, Nigeria, République centrafricaine, République du Congo, République démocratique du Congo, Sierra Leone.

## Systématique
Le nom correct complet (avec auteur) de ce taxon est Uapaca pynaertii De Wild..
Uapaca pynaertii a pour synonymes :
- Uapaca corbisieri De Wild.
- Uapaca esculenta A.Chev.
- Uapaca esculenta A.Chev. ex Aubrév. & Leandri
- Uapaca goossensii De Wild.
- Uapaca nymphaeantha Pax & K.Hoffm.